# José María Basanta
José María Basanta, né le 3 avril 1984, est un footballeur argentin évoluant au poste de défenseur au CF Monterrey. C'est le cousin des footballeurs professionnels Mariano et Gonzalo Pavone.

## Biographie
Le 1er août 2014, il signe pour un montant de 2,5 M€ à la Fiorentina.

## Carrière
- 2003-2006 :  Estudiantes La Plata
- 2006-2007 :  Club Olimpo
- 2007-2008 :   Estudiantes La Plata
- 2008-2014 :  CF Monterrey
- 2014-2016 :  ACF Fiorentina[2]
  - 2015-2016 :  CF Monterrey (prêt)
- depuis 2016 :  CF Monterrey

## Palmarès

### En club
- CF Monterrey
  - Championnat du Mexique (Apertura)
    - Vainqueur : 2009 et 2010

  - Championnat du Mexique (Cloture)
    - Vice-champion : 2012

  - Coupe du monde des clubs de la FIFA
    - Troisième : 2012

  - Ligue des champions de la CONCACAF
    - Vainqueur : 2011 et 2012, 2013